# Allosaurus jimmadseni
O Allosaurus jimmadseni é uma espécie de dinossauro carnívoro, apresentada no Museu de História Natural de Utah em 2020. Este Allosaurus atingiu comprimentos de 8.8 metros e pesos de 1800 quilos. Os paleontologistas descobriram o primeiro espécime no início dos anos 90 no Monumento Nacional do Dinossauro no nordeste de Utah. É a espécie mais antiga de alossauro no registro geológico e viveu no oeste da América do Norte durante o período jurássico tardio (entre 157-152 milhões de anos atrás). É anterior ao Allosaurus fragilis relacionado, que é o fóssil do estado de Utah.